# الرايم
الرايم هو مركز تابع لمحافظة العرضيات وعدد سكان هذه القرية ما يقارب 3000 نسمة.

## المرافق الحكومية
- مركز الرايم
- المركز الاجتماعي بالرايم
- مجمع الامام الاوزاعي الثانوية والمتوسطة والابتدائية
- مدرسة خديجة بنت خويلد الابتدائية والمتوسطة (بنات)
- مدرسة السبطن الابتدائية والمتوسطة (بنات )
- مدرسة عبد الله بن الزبير الابتدائية والمتوسطة ( بنين)

## القرى التابعة للمركز
1. الخنقة
2. سليعة
3. الرايم
4. الموبل
5. الدويمة
6. ماطوّه
7. الشنكة
8. الضيمران
9. القزاع الحمر
10. البهمة
11. القِصبة
12. صرخة
13. الاحفى
14. السبطن
15. سبطن الفوار
16. عمجة الشامية
17. عمجة اليمانية